# Герсвинд
Герсвинд (Gersuinda) е първата конкубина на Карл Велики.

## Биография
За нея се знае само от биографията на Карл Велики Vita Karoli Magni на Айнхард, че произлиза от сакски род и че през 774 г. ражда Адалтруд. Според писателя Герд Трефер, тя е дъщеря на херцога на саксите Видукинд и е родена „около 782“ и умряла „около 829 г.“

## Други конкубинки
Като други конкубинки на Карл Велики са познати:
- Маделгард
- Регина (800)
- Аделинд (806)